# Megacephala
Megacephala is een geslacht van kevers uit de familie loopkevers (Carabidae).

## Soorten
- Megacephala acutipennis (Dejean, 1825)
- Megacephala aequinoctialis (Dejean, 1825)
- Megacephala affinis (Dejean, 1825)
- Megacephala angustata (Chevrolat, 1841)
- Megacephala angusticollis W. Horn, 1896
- Megacephala annuligera Lucas, 1857
- Megacephala aptera Chaudoir, 1862
- Megacephala asperata (C.O.Waterhouse, 1877)
- Megacephala asperula (Westwood, 1852)
- Megacephala australasiae Hope, 1842
- Megacephala australis (Chaudoir, 1865)
- Megacephala basalis (Macleay, 1866)
- Megacephala baxteri Bates, 1886
- Megacephala biimpressicollis (Mandl, 1960)
- Megacephala bilunata (Klug, 1834)
- Megacephala biprolongata W. Horn, 1937
- Megacephala blackburni (Fleutiaux, 1895)
- Megacephala bocandei Guérin-Méneville, 1848
- Megacephala bostockii (Castelnau, 1867)
- Megacephala brasiliensis (Kirby, 1818)
- Megacephala brevisulcata W.Horn, 1907
- Megacephala brzoskai Naviaux, 2007
- Megacephala bucephala (W. Horn, 1909)
- Megacephala camposi W. Horn, 1900
- Megacephala canninga McCairns, Freitag, Rose & McDonald, 1997
- Megacephala carolina (Linnaeus, 1766)
- Megacephala castelnaui Sloane, 1906
- Megacephala chacoensis (Sawada & Wiesner, 1997)
- Megacephala chilensis Laporte de Castelnau, 1834
- Megacephala coerulea Lucas, 1857
- Megacephala corpulenta Horn, 1907
- Megacephala cribrata Steinheil, 1875
- Megacephala cruciata (Brulle, 1837)
- Megacephala crucigera Macleay, 1863
- Megacephala cuprascens Sumlin, 1997
- Megacephala cyanea (W. Horn, 1905)
- Megacephala cyanides Bates, 1881
- Megacephala cylindrica Macleay, 1863
- Megacephala davidsoni Naviaux, 2007
- Megacephala denticollis (Chaudoir, 1843)
- Megacephala distinguenda (Dejean, 1831)
- Megacephala ensenada Huber, 1994
- Megacephala epipleuralis Horn, 1923
- Megacephala ertli W.Horn, 1904
- Megacephala euphratica Dejean, 1822
- Megacephala femoralis (Perty, 1830)
- Megacephala flammula (W. Horn, 1905)
- Megacephala floridana (Leng & Mutchler, 1916)
- Megacephala foucarti Naviaux & Richoux, 2006
- Megacephala fulgida (Klug, 1834)
- Megacephala fuliginosa (Bates, 1874)
- Megacephala germaini Chaudoir, 1865
- Megacephala globosicollis (W. Horn, 1913)
- Megacephala gracilis (Reiche, 1842)
- Megacephala greyana (Sloane, 1901)
- Megacephala helmsi (Blackburn, 1892)
- Megacephala hopei (Castelnau, 1867)
- Megacephala howittii Casletnau, 1867
- Megacephala huberi (Johnson, 1991)
- Megacephala huedepohli (Mandl, 1974)
- Megacephala inca Naviaux & Ugarte-Pena, 2006
- Megacephala inquinata Thomson, 1857
- Megacephala insignis Chaudoir, 1850
- Megacephala intermedia Sloane, 1906
- Megacephala ion Sumlin, 1997
- Megacephala johnnydeppi Werner, 2007
- Megacephala karratha Sumlin, 1992
- Megacephala kimberleyensis Mjoberg, 1916
- Megacephala klagesi W. Horn, 1903
- Megacephala klugii Chaudoir, 1850
- Megacephala lacordairei (Gory, 1833)
- Megacephala laevicollis (C.O.Waterhouse, 1880)
- Megacephala lafertei Thomson, 1857
- Megacephala laminata Perty, 1830
- Megacephala lanei (Mandl, 1961)
- Megacephala lateralis W. Horn, 1905
- Megacephala latreillei (Castelnau, 1834)
- Megacephala lindemannae (Mandl, 1964)
- Megacephala lucifera (Erichson, 1847)
- Megacephala marginicollis Sloane, 1906
- Megacephala martii (Perty, 1830)
- Megacephala megacephala (Olivier, 1790)
- Megacephala mendacia Sumlin, 1997
- Megacephala morsii (Fairmaire, 1882)
- Megacephala murchisona (Fleutiaux, 1896)
- Megacephala nicaraguensis (Johnson, 1993)
- Megacephala nocturna (Dejean, 1831)
- Megacephala oleadorsa Sumlin, 1992
- Megacephala orbignyi Naviaux, 2007
- Megacephala oxychiliformis (W. Horn, 1905)
- Megacephala panamensis (Johnson, 1991)
- Megacephala parinsignis (Mandl, 1981)
- Megacephala phylogenetica (W. Horn, 1909)
- Megacephala pilosipennis (Mandl, 1958)
- Megacephala prolongata (W. Horn, 1932)
- Megacephala pseudodistinguenda (W. Horn, 1905)
- Megacephala pseudofulgida (Mandl, 1963)
- Megacephala pulchra Brown, 1869
- Megacephala quadrisignata Dejean & Boisduval, 1829
- Megacephala rawlinsi Davidson & Naviaux, 2006
- Megacephala regalis Boheman, 1848
- Megacephala rivalieri Basilewsky, 1966
- Megacephala ruth (W. Horn, 1907)
- Megacephala rutilans Thomson, 1857
- Megacephala scapularis Macleay, 1863
- Megacephala serrella Sumlin, 1997
- Megacephala sobrina (Dejean, 1831)
- Megacephala somalica Basilewsky, 1966
- Megacephala sommeri Chaudoir, 1850
- Megacephala sparsimpunctata (Mandl, 1961)
- Megacephala speciosa Chaudoir, 1860
- Megacephala spenceri Sloane, 1897
- Megacephala spinosa (Brulle, 1837)
- Megacephala spixii (Brulle, 1837)
- Megacephala steinheili (W. Horn, 1900)
- Megacephala suturalis W. Horn, 1900
- Megacephala thomsoniana (W. Horn, 1915)
- Megacephala tremolerasi (W. Horn, 1909)
- Megacephala virginica (Linnaeus, 1766)
- Megacephala whelani Sumlin, 1992
- Megacephala wimmeri (Mandl, 1958)